# 남딘성
남딘성(베트남어: Tỉnh Nam Định / 省南定)은 베트남의 오래된 지방이다. 2025년 6월 12일, 남딘성 성이 닌빈성 편입되었다.

## 지리
북쪽으로 타이빈성과 남쪽으로 닌빈성, 북서쪽으로 하남성, 그리고 동쪽으로는 통킹만과 접한다. 남딘은 세 개의 지형으로 나뉜다.
평원은 부반현과 이옌현·미록현·남쯕현·쯕닌현·쑤언쯔엉현이고, 농업 중심의 산업과 제조업·의학·전통 제조업 형태를 가지고 있다.
해안 평원은 자오투이현·하이허우현·응이어흥현을 포함하며, 72km의 해안선을 따라 비옥한 토지가 펼쳐져 있다. 이곳은 잠재적인 공업지역이다.
중앙의 산업 서비스 지역은 직물과 기계업·제조업, 그리고 전통 산업이 발달된 남딘을 따라 서비스 지역이 형성되며, 특화된 서비스 지역이다. 남딘은 홍강 삼각주 지역의 직물과 서비스의 관문 도시이다.

### 기후
북부 삼각주의 다른 지방들처럼, 남딘은 습한 아열대 기후를 가지고 있다. 연평균 기온은 23 - 24 °C로, 가장 추운 달은 12월과 1월이며, 평균 기온은 16 - 17 °C이다. 가장 더운 7월은 섭씨 29도 정도의 기온을 가진다.
연평균 강수량은 1750~1800mm로, 우기는 5월부터 10월까지, 건기는 11월부터 이듬해 2월까지로 구분된다. 연간 일조 시간은 1,650시간에서 1,700시간에 이르며, 평균 상대 습도는 80~85%에 달한다.
반면, 통킨만에 위치해 있기 때문에 남딘성은 매년 평균 4 ~ 6회의 폭풍, 태풍이나 열대성 저기압의 영향을 받는 경우가 많다. 남딘성 해역의 조수는 일주조류, 평균 조수 진폭은 1.6~1.7m이며, 가장 큰 조수는 3.31m, 가장 작은 조수는 0.11m이다.

## 행정 구역
남딘성은 1시(市) 9현(縣)을 관할한다.

### 시
- 남딘시 (Nam Định / 南定市)

### 현
- 자오투이현 (Giao Thủy / 膠水縣)
- 하이허우현 (Hải Hậu / 海後縣)
- 미록현 (Mỹ Lộc / 美祿縣)
- 남쯕현 (Nam Trực / 南直縣)
- 응이어흥현 (Nghĩa Hưng / 義興縣)
- 쯕닌현 (Trực Ninh / 直寧縣)
- 부반현 (Vụ Bản / 務本縣)
- 쑤언쯔엉현 (Xuân Trường / 春長縣)
- 이옌현 (Ý Yên / 懿安縣)

## 인구 통계
2019년 4월 1일 인구조사에 따르면 남딘성의 인구는 약 1,780,393명에 1,196명/km2로 다낭과 껀터시의 밀도보다 높다. 인구의 27.1%가 도시에 살고, 72.9%가 농촌에 산다.
2019년 4월 1일 기준으로, 남딘성은 9개의 다른 종교적을 가지고 있고, 514,378명에 달하며, 대부분의 가톨릭 신자들로 426,960명, 불교는 86,940명, 개신교는 470명이다. 이슬람교와 같은 다른 종교는 3명, 호아하오 불교, 카오다이 종교, 민리도, 히에우 응이어, 부선끼홍이 각각 1명밖에 없다.

## 출신 인물
- 진흥도